# طالب کویلی
طالب کویلی (به انگلیسی: Talib Kweli Greene) یک هنرمند، رپر، فعال اجتماعی و کارآفرین آمریکایی است. او ازدواج کرده و دارای فرزند است.

## آلبوم‌ها
آلبوم‌های تکی
- Quality (2002)
- The Beautiful Struggle (2004)
- Eardrum (2007)
- Gutter Rainbows (2011)
- Prisoner of Conscious (2013)
- Gravitas (2013)
- Fuck the Money (2015)
- Radio Silence (2017)

آلبوم‌های مشترک
- Mos Def & Talib Kweli Are Black Star (با Mos Def به‌عنوان Black Star) (1998)
- Train of Thought (با Hi-Tek به‌عنوان Reflection Eternal) (2000)
- Liberation (با Madlib) (2007)
- Revolutions Per Minute (با Hi-Tek as Reflection Eternal) (2010)
- Habits of the Heart (با Res as Idle Warship) (2011)
- Indie 500 (با پاتریک دنارد) (2015)
- The Seven (با Styles P) (2017)